# Albișoară
Albișoară este un vechi soi românesc de struguri albi cultivat în trecut în unele plantații din Muntenia.
Soiul era atât de masă cât și de vin. Boabele erau puțin alungite și aveau pielița foarte subțire. Gustul era foarte plăcut, iar aroma era specifică ananasului. Era un soi cu perioadă timpurie de coacere fiind preferat, din această cauză, pentru consumul în stare proaspătă. Vinurile obținute erau de masă și se consumau în primele luni.